# Perego
Pour les articles homonymes, voir Perego (homonymie).
Perego est une commune italienne de la province de Lecco dans la région Lombardie en Italie.

## Géographie
Le village de Perego est situé dans une zone de sismicité relativement faible.

## Administration
| Période                                  | Période | Identité | Étiquette | Qualité |
| ---------------------------------------- | ------- | -------- | --------- | ------- |
|                                          |         |          |           |         |
| Les données manquantes sont à compléter. |         |          |           |         |

### Communes limitrophes
Missaglia, Montevecchia, Rovagnate, Sirtori